# 王尔琢

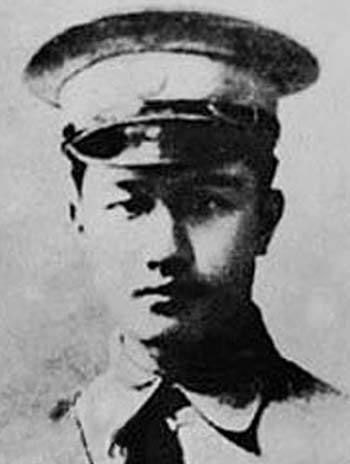
王尔琢肖像

王尔琢（1903年—1928年8月25日），湖南省石门县人。中国工农红军将领。
黄埔军校第1期毕业生，参加过平定广州商团事变和讨伐陈炯明的两次东征。1924年秋加入中国共产党。北伐战争时任国民革命军第四军25师74团参谋长。1927年8月，参加南昌起义，后随朱德、陈毅等转战闽粤赣湘边区。1928年1月参加湘南起义，任工农革命军第1师参谋长。4月，随朱德上井冈山与毛泽东部会师，任中国工农红军第4军参谋长兼第28团团长。1928年8月25日，在江西省崇义县思顺墟，因追剿由袁崇全带领逃离的红军连队，被其杀害，年仅25岁。在他去世之后，林彪被提拔为红28团团长。
毛泽东亲自拟就、陈毅书写的挽联：“一哭尔琢，二哭尔琢，尔琢今已矣！留却重任谁承受？生为阶级，死为阶级，阶级后如何？得到胜利方始休！”